# Jack A. Marta
Jack A. Marta (oftmals auch nur Jack Marta; * 5. März 1903 als John Adrian Marta in Meaderville, Montana; † 26. Juni 1991 in Sheridan) war ein US-amerikanischer Kameramann.

## Leben
Marta wuchs an verschiedenen Orten in Montana sowie in Los Angeles auf. Seine Karriere startete er kurz nach Ende des Ersten Weltkriegs als Laborant bei der Filmfirma Fox. Später wurde er Kameraassistent und ist in dieser Funktion ab 1926 bei mehreren bedeutenden Inszenierungen von Raoul Walsh wie beispielsweise Rivalen nachweisbar.
Nach einiger Zeit als zweiter Kameramann avancierte Jack Marta 1935 zum Chefkameramann. In dieser Funktion fotografierte er in den kommenden 45 Jahren weit über 200 Filme für Kino und Fernsehen, überwiegend B-Pictures, darunter eine große Anzahl an Kriminalfilmen und Western mit John Wayne. 1958 beendete Jack Marta abrupt seine kontinuierliche Kino-Tätigkeit und wendete sich fortan dem Fernsehen zu. Für dieses Medium fotografierte er sowohl einzelne Folgen populärer Serien wie Batman als auch eine Reihe von Einzelproduktionen (z. B. 1969 Herausforderung zum Grand Prix und Gleich ist es soweit, 1970 The City, 1971 The Deadly Dream, 1972 Emergency und 1973 Partners in Crime). „Zu höchster Brillanz lief er jedoch nur einmal auf, als er 1971 Steven Spielbergs Langfilm-Debüt, den packenden Truck-Schocker Duell (Duel), aufnahm.“ Von seinen seltenen Kinoaktivitäten nach 1960 verdient lediglich die Westernkomödie Cat Ballou – Hängen sollst du in Wyoming mit Jane Fonda und Lee Marvin Beachtung.
Jack Marta beendete 1979/80 seine über ein halbes Jahrhundert währende Filmlaufbahn mit 13 Folgen der Krimi- und Polizeiserie Hawaii Fünf-Null. Anschließend zog er sich in seine alte Heimat, nach Montana, zurück.

## Filmografie
- 1927: Die Liebe vom Zigeuner stammt (The Loves of Carmen) (Kameraassistent)
- 1928: Die rote Tänzerin von Moskau (The Red Dance)
- 1935: Harmony Lane
- 1935: Confidential
- 1935: The Fighting Marines
- 1935: 1,000 Dollars a Minute
- 1936: Der König vom Pecos (King of the Pecos)
- 1936: Hearts in Bondage
- 1936: Bulldog Edition
- 1936: Paradise Express
- 1937: Navy Blues
- 1937: Ghost Town Gold
- 1937: Jim Hanvey, Detective
- 1937: Manhattan Merry-Go-Round
- 1937: Range Defenders
- 1937: Hit the Saddle
- 1938: Under Western Stars
- 1938: Born to be Wild
- 1938: Invisible Enemy
- 1938: The Night Hawk
- 1939: The Night Riders
- 1939: Mickey the Kid
- 1939: Southward Ho !
- 1939: Schwarzes Kommando (The Dark Command)
- 1940: Women in War
- 1940: Rocky Mountain Rangers
- 1940: Earl of Puddlestone
- 1940: Colorado
- 1940: Hit Parade of 1941
- 1940: Behind the News
- 1941: The Lady From Louisiana
- 1941: Sis Hopkins
- 1941: Sierra Sue
- 1941: Ice-Capades
- 1941: Song of Nevada
- 1941: Cowboy Serenade
- 1942: Unternehmen Tigersprung (Flying Tigers)
- 1942: The Girl From Alaska
- 1942: Das Herz des goldenen Westens (Heart of the Golden West)
- 1942: Hit Parade of 1943
- 1942: Der Draufgänger von Boston (In Old California)
- 1943: Die Hölle von Oklahoma (In Old Oklahoma)
- 1943: Tahiti Honey
- 1943: Man From Frisco
- 1943: My Best Gal
- 1944: Brasilianische Serenade (Brazil)
- 1945: Earl Carroll Vanities
- 1945: Hitchhike to Happiness
- 1945: Liebe in der Wildnis (Dakota)
- 1945: Mexicana
- 1946: Der Bandit von Sacramento (In Old Sacramento)
- 1946: Earl Carroll Sketchbook
- 1947: Bells of San Angelo
- 1948: Bill and Coo
- 1947: Gay Ranchero
- 1948: Die rauhen Reiter der furchtlosen Legion (The Gallant Legion)
- 1948: Under Californian Stars
- 1948: Eyes of Texas
- 1948: Die Plünderer von Nevada (The Plunderers)
- 1949: Überfall auf Expreß 44 (The Last Bandit)
- 1949: Kopfpreis 5000 Dollar (Hellfire)
- 1949: Mit Pech und Schwefel (Brimstone)
- 1949: The Kid from Cleveland
- 1950: Mississippi-Express (Rock Island Trail)
- 1950: Trigger jr.
- 1951: Apachenschlacht am schwarzen Berge (Oh! Susanna)
- 1951: In Old Amarillo
- 1951: South of Caliente
- 1951: Oklahoma Annie
- 1952: Faustrecht in Minnesota (Woman of the North Country)
- 1952: Der Tiger von Utah (Ride the Man Down)
- 1952: Die Schönste von Montana (Montana Belle)
- 1953: Der Rebell von Java (Fair Wind to Java)
- 1953: Kalifornische Sinfonie (Jubilee Trail)
- 1953: Hotel Shanghai (Shanghai Story)
- 1954: Die Hölle von Silver Rock (Hell’s Outpost)
- 1954: Der Rächer vom Silbersee (Timberjack)
- 1955: Die Barrikaden von San Antone (The Last Command)
- 1955: Come Next Spring
- 1955: Der Teufel von Colorado (The Maverick Queen)
- 1956: Geheimzentrale Lissabon (Lisbon)
- 1956: Affair in Reno
- 1957: The Wayward Girl
- 1957: Arizona-Expreß (Gunfire at Arizona Gap)
- 1957: Im Schatten der Schlinge (The Lawless Eighties)
- 1958: Jede Kugel trifft (Man or Gun)
- 1958: Die Höllenkatze (The Bonnie-Parker-Story)
- 1958: Rauschgift-Banditen (The Man Who Died Twice)
- 1958: Die Rache der schwarzen Spinne (The Spider)
- 1958: Gigant des Grauens (War of the Colossal Beast)
- 1960: Angel Baby
- 1965: Cat Ballou – Hängen sollst du in Wyoming (Cat Ballou)
- 1967: Die tollen Abenteuer der schönen Pauline (The Perils of Pauline)
- 1970: Hotelgeflüster (Plaza Suite)
- 1971: Duell (Duel)
- 1972: Ausgeliefert (You’ll Like My Mother)
- 1973: Der Große aus dem Dunkeln (Walking Tall)
- 1974: Ein Mann nimmt Rache (Framed)
- 1975: Der Rächer von Kalifornien (The Master Gunfighter)
- 1977: Billy Jack Goes to Washington